# Gnophos zaprjagaevi
Gnophos zaprjagaevi är en fjärilsart som beskrevs av Jaan Viidalepp och Shchetkin 1980. Gnophos zaprjagaevi ingår i släktet Gnophos och familjen mätare. Inga underarter finns listade i Catalogue of Life.